# 七甲乡 (尚义县)
七甲乡，是中华人民共和国河北省张家口尚义县下辖的一个乡镇级行政单位。

## 行政区划
七甲乡下辖以下地区：
七甲村、大六号村、北营子村、荞麦窑村、妈奶沟村、三海洼村、三排地村和三和成村。